# Операция «Источник мира»
Операция «Источник мира» (тур. Barış Pınarı Harekâtı, другой перевод — «Родник мира») —  вторжение вооружённых сил Турции и протурецких вооружённых формирований сирийской оппозиции (так называемой Сирийской национальной армии и др.) на север Сирийской Арабской Республики на фоне продолжающейся в стране гражданской войны.
Официальное объявление о начале операции было сделано президентом Турции 9 октября 2019 года.
Операция была направлена против курдских вооружённых формирований YPG («Отряды народной самообороны», «Курдские отряды самообороны»), которые Турция считает террористическими, а также против коалиции «Сирийские демократические силы» (СДС), созданной, финансировавшейся и поддерживавшейся США для борьбы с ИГИЛ (ядром СДС также являются курдские формирования). Цель операции состояла в создании на севере Сирии буферной зоны («зоны безопасности»), где в случае успеха операции планировалось разместить до 2 млн сирийских беженцев, в своё время нашедших убежище на территории Турции.
В ходе операции турецкие войска и их союзники установили контроль над сирийскими приграничными городами Рас-эль-Айн и Телль-Абьяд и соседними районами, перерезав стратегическое шоссе M4, проходящее параллельно сирийско-турецкой границе.
Операция Турции фактически подтолкнула сирийских курдов к переговорам с руководством Сирии. 13 октября представители курдской Автономной администрации северо-восточных районов при содействии российского Центра по примирению враждующих сторон в Сирии достигли соглашения с сирийским правительством о вводе правительственных войск в районы, контролируемые курдами. 14 октября сирийские подразделения начали выдвижение на север Сирии и в течение нескольких дней взяли под свой контроль города Манбидж, Кобани, Эт-Табка, Эр-Ракка и соседние районы, две гидроэлектростанции, мосты через Евфрат, а также стратегические шоссе.
США с самого начала операции отказались поддержать её и начали вывод своих вооружённых подразделений из северных районов Сирии. 17 октября США и Турция по итогам переговоров в Анкаре достигли соглашения о приостановке операции на 120 часов, чтобы дать возможность курдским отрядам покинуть создаваемую Турцией 30-километровую пограничную зону безопасности.
22 октября президенты России и Турции Владимир Путин и Реджеп Тайип Эрдоган провели в Сочи переговоры, которые закрепили новые зоны влияния на северо-востоке Сирии. В результате многочасовых напряжённых переговоров президенты пришли к соглашению о сохранении статуса-кво в районе, занятом турецкой армией и её союзниками, и отводе всех курдских формирований от границы с Турцией на всём её протяжении. По завершении отвода курдских отрядов Россия и Турция приступили к совместному патрулированию освобождённой курдами территории.
26 ноября было распространено заявление Совета национальной безопасности Турции, заседание которого проходило под председательством президента Реджепа Тайипа Эрдогана. В заявлении было отмечено, что операция «Источник мира» будет продолжаться до тех пор, пока не будут достигнуты поставленные цели.

## Предыстория
Турция уже давно озвучивала планы проведения операции против курдских вооружённых формирований на севере Сирии. По завершении операции «Оливковая ветвь» президент Турции Реджеп Эрдоган заявлял, что Турция намерена в дальнейшем полностью ликвидировать курдский террористический «коридор» вдоль границ Турции. Эрдоган неоднократно декларировал, что цель Турции заключается в создании буферной зоны (зоны безопасности) на сирийской стороне границы между двумя государствами. Единственным сдерживающим фактором являлось присутствие в Заевфратье американских военнослужащих, оказывавших содействие курдам в войне с ИГИЛ, а по её завершении занимавшихся обучением и тыловой поддержкой курдских сил, а также вопросами безопасности.
В августе 2019 года в Анкару срочно прилетела делегация Минобороны США с целью остановить готовящуюся турецкую операцию. После долгих переговоров Анкара и Вашингтон достигли договорённости о создании на севере Сирии зоны безопасности (предусматривавшей, в частности, демонтаж курдских фортификационных сооружений и вывод тяжёлого вооружения с приграничной территории) и о формировании координационного центра по совместным операциям. Вашингтон предложил Турции организовать совместное патрулирование буферной зоны (глубиной 14 км). Официальный Дамаск выступил категорически против этого соглашения, так как оно, по его мнению, нарушает суверенитет Сирии, принципы международного права и устав ООН.
Турецкие и американские военные несколько раз провели патрулирование, но турецкая сторона осталась недовольна тем, что американцы не выполняют договорённости.
Президент Эрдоган заявил, что если американцы не обеспечат безопасность на севере Сирии до конца сентября, то использование военной силы станет неизбежным. Выступая на 74-й Генеральной Ассамблее ООН, он озвучил планы создания демилитаризованной зоны безопасности глубиной 30 км вдоль турецко-сирийской границы (с последующим размещением там до 2 миллионов сирийских беженцев из числа находящихся в лагерях на территории Турции). В начале октября, после телефонного разговора с Эрдоганом, Дональд Трамп принял решение вывести американские подразделения из приграничных с Турцией регионов, во избежание потерь в ходе военной операции. Трамп, однако, пригрозил разрушить экономику Турции, если она позволит себе «перейти черту». Позже Эрдоган указал, что Турция имеет право проводить трансграничные операции на территории Сирии на основании турецко-сирийского соглашения 1998 года, подписанного в Адане.

## Ход операции
9 октября после официального объявления о начале операции турецкие ВВС нанесли ряд ракетно-бомбовых ударов по курдским позициям на сирийско-турецкой границе.
В ответ курды обстреляли приграничные города Турции (Акчакале, Нусайбин и Джейланпынар). В результате на территории Турции появились первые пострадавшие (по состоянию на 10 октября — 6 погибших, 70 раненых).
После нанесения авиаударов турецкая армия приступила к наземному этапу операции. По данным на утро 10 октября, турецкая артиллерия нанесла удары по 181 цели «террористов». Части турецкого армейского спецназа в ночь на 10 октября продвинулись вглубь северо-восточных районов Сирии, в том числе в направлении приграничного города Телль-Абьяд (провинция Ракка). Турецкие самоходные артиллерийские установки и танки с вечера 9 октября вели обстрел объектов «Сирийских демократических сил» (СДС) в этом районе. Курдские источники сообщили о пяти погибших и десятках раненых мирных жителей в результате ударов по сирийским городам Рас-эль-Айн (провинция Хасаке) и Телль-Абьяд.
9 октября коалиция СДС объявила о всеобщей трёхдневной мобилизации в ожидании операции турецких войск в приграничной зоне.
10 октября продолжились столкновения в приграничной зоне. К турецкой армии присоединились боевики протурецкой «Сирийской национальной армии», захватившие ряд деревень к востоку от Телль-Абьяда, стремясь взять его в кольцо. Позднее войска Турции с поддержкой авиации попытались штурмовать Телль-Абъяд и Айн-Ису, но первую попытку штурма курды сумели отразить.
Турецкая армия сосредоточила свои силы на уничтожении инфраструктуры, нанося удары по станциям водоснабжения и электроснабжения, плотинам, нефтедобывающим скважинам и жилым кварталам, что привело к гибели ряда гражданских лиц и значительному материальному ущербу. Курдские отряды самообороны продолжили жечь покрышки, пытаясь ухудшить видимость для турецкой артиллерии и истребителей.
Согласно сообщению президента Туреции Эрдогана, размещённому на его официальной странице в сети Twitter, в результате первых боёв в Сирии было убито 109 «террористов» СДС.
В ответ на обвинения в том, что Турция преднамеренно наносит удары по тюрьмам и лагерям, где содержатся боевики «Исламского государства», создавая им возможность побега, Эрдоган заявил, что ИГ после проведения операции не возродится.
11 октября в городе Кобани под артиллерийский обстрел с турецкой стороны попали бойцы спецназа США. Информации о погибших не поступало. Дислоцирующиеся на окраинах приграничного сирийского города Эль-Камышлы подразделения СДС обстреляли турецкий Нусайбин. Согласно предварительным данным, никто не пострадал. Турецкие войска при поддержке боевиков протурецкой Сирийской национальной армии (СНА) предприняли попытку штурма населённого пункта Ад-Дербасия, который находится у самой границы между Рас эль-Айном и Эль-Камышлы. В результате, по информации курдских источников, в предместьях города были убиты две местные жительницы. Тем временем, по данным Hawar News Agency, тысячи членов семей боевиков «Исламского государства» пытаются организовать беспорядки в лагере «Аль-Хол», воспользовавшись ослабленной охраной на фоне турецкого наступления, чтобы выбраться с территории этого пункта временного размещения. Агентство Reuters сообщило, что из курдской тюрьмы в Эль-Камышлы в результате турецкого обстрела бежали пять членов ИГ.
12 октября турецкая армия продолжила наступление на севере Сирии. Новостной портал Halab Today TV передавал, что турецкая артиллерия обстреливала укрепрайоны курдов у приграничного города Телль-Абьяд, в то время как «Сирийская национальная армия» стягивала к населённому пункту свои отряды, захватив по меньшей мере 17 поселений. Кроме того, они продвинулись на 30 км вглубь занимаемого курдами района на границе с Эль-Хасакой, ненадолго перекрыв шоссе М-4, которое впоследствии отрядам СДС, по их утверждению, удалось отбить. Продолжились ожесточённые бои в районе города Рас-эль-Айн. Противники обменивались ударами в районе населённого пункта Эль-Маликия.
13 октября протурецкие боевики заняли ряд населённых пунктов на периферии города Рас-эль-Айн и перерезали стратегическое шоссе М4 в 30 км от границы, связывающее Ракку и Хасаку. Командование СДС перебросило сюда подкрепления и возобновило бои в промышленной зоне и на окраине населённого пункта Телль-Бейдар, но ВВС Турции и артиллерия оттеснили их. Позже новостной портал Anadolu сообщил о начале штурма города Телль-Абьяд. Во второй половине дня город перешёл под контроль турецкой армии и их союзников. Турецкие войска и их союзники захватили ещё несколько приграничных поселков к юго-западу от города Рас-эль-Айн. В районе города Камышлы ВВС Турции нанесли авиаудар по опорным пунктам СДС; в результате авиаудара из строя выведена электростанция. Турецкая артиллерия продолжила обстреливать курдские укрепления в окрестностях города Рас-Эль-Айн, а также в соседнем городе Дербасия.
Тем временем, согласно поступившим сообщениям, около 800 иностранных граждан бежали из специального лагеря в районе города Айн-Исса, в котором курды содержат сторонников ИГ («Исламского государства»). Как заявил агентству Reuters представитель СДС Марван Камышло, лагерь на 12 тыс. задержанных лиц охраняло всего 60-70 охранников, хотя в обычной ситуации охрана насчитывала 700 человек. Анонимный источник турецкого агентства Anadolu сообщил, что курды сами устроили пожар в лагере, предварительно выведя свою охрану. Пресс-секретарь СДС Мустафа Бали написал в связи с этим в Twitter: «Не нужно ждать от нас, что мы будем заботиться о ваших гражданах-террористах, пока вы спокойно смотрите, как наших детей убивают, людей заставляют бежать, а в регионе идет этническая чистка». Медиаресурсы ИГ, со своей стороны, призывают «спящие ячейки» оказывать содействие побегам лиц, содержащихся в лагерях на курдской территории. По данным турецких СМИ, в результате артиллерийских обстрелов с территории Сирии за минувшие пять дней погибли 18 турецких мирных жителей.
В связи с турецкой операцией курды отказались от проведения контртеррористических операций против ИГ в зоне своей оккупации, что привело к усилению активности «спящих ячеек» ИГ.
Как сообщил телеканал Al Ekhbariya, коалиция СДС объявила об обязательной мобилизации мужчин-курдов в возрасте до 42 лет для участия в боевых действиях против турецких войск.
Взяв под свой контроль города Рас-эль-Айн и Телль-Абьяд, Турция заявила о намерении развивать успех. Реджеп Тайип Эрдоган 14 октября пообещал, что в ближайшее время союзные турецкой армии отряды сирийской оппозиции войдут в стратегически важные города Манбидж и Кобани, контролируемые курдами. Официальный представитель турецкого президента Ибрахим Калын подтвердил, что Анкара не намерена прекращать операцию, пока не будут решены поставленные перед армией задачи, несмотря на растущее давление со стороны США и союзников по НАТО. Как сообщил телеканал Al Jazeera, турецкая армия и воюющие на её стороне формирования вооружённой сирийской оппозиции наносят авиа- и артиллерийские удары в качестве подготовки к наступлению на город Манбидж.
По сообщению сирийского телеканала Al Ihbaria, 14 октября подразделения турецкой армии пытались взять под свой контроль шоссе вдоль границы с Турцией, связывающее Алеппо с административным центром Эль-Хасака на северо-востоке страны. Бои турецкой армии с курдскими формированиями шли в районе населённых пунктов Тувейджель и Эль-Ховейш. К этому шоссе в районе Телль-Тамер, в 30 км от границы, 14 октября вышли подразделения сирийской армии, которые вступили на северо-запад провинции Эль-Хасака.
15 октября президент Эрдоган заявил, выступая на VII саммите Совета сотрудничества тюркоязычных государств в Баку, что турецкая армия в рамках операции «Источник мира» «освободила от террористов» территорию площадью 1 тыс. кв. км: «Мы планируем вскоре создать зону безопасности от Манбиджа до границы с Ираком. На первом этапе мы переселим туда 1 млн сирийских беженцев». По словам Эрдогана, позднее Анкара намерена увеличить численность беженцев, переселяемых «на освобождённые территории», до 2 млн. Эрдоган призвал тюркоязычные государства проявить солидарность с его страной в борьбе с терроризмом.
17 октября США и Турция по итогам переговоров достигли соглашения о приостановке операции «Источник мира» на 120 часов, чтобы дать возможность курдским отрядам покинуть создаваемую Анкарой пограничную зону безопасности. Курдские формирования, входящие в коалицию СДС, согласились на прекращение огня, объявленное США и Турцией. Как заявил министр иностранных дел Турции Мевлют Чавушоглу, достигнутое соглашение нельзя рассматривать как прекращение огня с курдскими формированиями: «Мы приостанавливаем операцию „Источник мира“ на 120 часов для того, чтобы Рабочая партия Курдистана и „Отряды народной самообороны“ (YPG) покинули [планируемую зону безопасности]». Речь идёт о районе между населёнными пунктами Телль-Абьяд и Рас-эль-Айн, захваченном в ходе турецкого вторжения. Длина этого участка составляет около 120 км, причём в этом районе проживает преимущественно арабское население.
Министр также сообщил, что Анкара и Вашингтон «договорились о том, что „Отряды народной самообороны“ сдадут тяжёлое вооружение, также будут уничтожены их укрепления… Но это не означает, что наши военные покинут [зону боевых действий]. Мы продолжим оставаться там». Мевлют Чавушоглу заявил, что Анкара не будет против, если вопрос отвода курдских сил с севера Сирии решат Москва и Дамаск: «Россия обещает нам, что с той стороны [турецко-сирийской] границы не будет Рабочей партии Курдистана (РПК) и „Отрядов народной самообороны“. Если Россия вместе с сирийской армией выведут YPG из региона, мы не будем против», — сказал он.
Согласно турецкой версии, на переговорах в Анкаре было получено согласие США на создание зоны безопасности протяжённостью 444 км вдоль сирийско-турецкой границы, уходящей на 32 км вглубь сирийской территории. Кроме того, предполагается, что Турция установит в зоне 12 наблюдательных постов. США эти заявления не комментируют.
18 октября, по сообщению телеканала Al Mayadeen, турецкие самолёты атаковали колонну беженцев, двигавшуюся по шоссе Телль-Тамер — Айн-Исса на севере Сирии. В результате налёта 13 человек погибли и около 70 получили ранения. Ранее, как передало агентство SANA, в населённом пункте Умм-эль-Хейр жертвами удара турецкой авиации стали пять мирных граждан и ещё 20 получили ранения. «Сирийские демократические силы» обвинили турецкие войска в атаках на гражданское население в городе Рас-эль-Айн и его окрестностях, несмотря на объявленное в четверг соглашение о приостановке боевых действий.
19 октября Министерство национальной обороны Турции обвинило курдские формирования в нарушении режима прекращения огня. Как утверждается, «за последние 36 часов террористы из Рабочей партии Курдистана и „Отрядов народной самообороны“ осуществили 14 обстрелов, 12 из которых были совершены в районе Рас-эль-Айна, один в районе Телль-Абьяд и один в районе Телль-Тамер». Коалиция СДС, в свою очередь, выступила с аналогичным обвинением в адрес турецкой армии.
19 октября агентство Ассошиэйтед Пресс сообщило, что курдские формирования на севере Сирии покинут районы вблизи границы с Турцией после того, как Турция позволит эвакуировать их оставшиеся отряды и гражданских лиц из города Рас-эль-Айн. Официальный представитель коалиции СДС заявил, что эвакуация из города намечена на ближайшие сутки. Ранее представители СДС заявляли, что Турция препятствует выводу курдских отрядов.
20 октября госсекретарь США Майкл Помпео в интервью телеканалу ABC заявил, что, по сведениям США, перемирие на севере Сирии по большей части соблюдается. США ожидают, что курдские силы воспользуются приостановкой боевых действий для вывода своих отрядов — в том числе из города Рас-эль-Айн.
21 октября турецкая армия, взявшая под контроль город Рас-аль-Айн, открыла гуманитарный коридор для выхода курдских отрядов, всё ещё скрывающихся в городе. Вылетая на встречу в Сочи с президентом Путиным, Эрдоган заявил о намерении Турции продолжить операцию, если курдские формирования не выполнят своих обещаний: «К настоящему времени около 700—800 террористов уже покинули зону безопасности, мы ожидаем, что до 22:00 с этих территорий выйдут ещё 1,2 тыс.».
22 октября президенты России и Турции Владимир Путин и Реджеп Тайип Эрдоган провели в Сочи переговоры, в результате которых стороны пришли к соглашению, суть которого заключается в сохранении статус-кво и предоставлении 150 часов для отвода всех курдских формирований от границы с Турцией на всём её протяжении, после чего Россия и Турция начнут совместное патрулирование освобождённой курдами территории, а на границу с Турцией вернутся сирийские пограничники.

## Соглашение между курдской администрацией и сирийским правительством. Ввод сирийских войск на курдские территории
Сирийские власти с самого начала категорически отвергали договорённости между США и Турцией, касающиеся создания так называемой зоны безопасности на сирийской территории, и рассматривали их как посягательство на национальный суверенитет и нарушение международных норм и Устава ООН.
С началом турецкой операции официальный Дамаск выступил категорически против турецкой интервенции, заявив, что она представляет собой вопиющее нарушение суверенитета и территориальной целостности Сирии и принципов международного права.
13 октября государственное информационное агентство SANA сообщило, что сирийская армия начала наступление на севере страны, «чтобы противостоять турецкой агрессии». По данным ливанского телеканала Al Mayadeen, сирийские подразделения, не встречая сопротивления, без боя прошли все курдские блокпосты и вошли в город Манбидж.
Агентство Reuters сообщило, что началу ввода правительственной армии на территории, контролировавшиеся курдами, предшествовали переговоры представителей курдских «Сирийских демократических сил» и официальных властей Сирии на российской военной базе Хмеймим, целью которых было достижение соглашения в связи с турецкой операцией. В «Сирийских демократических силах» информацию о переговорах с Дамаском комментировать отказались, но напомнили, что сразу же после начала турецкой операции курды заявили, что будут рассматривать любые варианты, которые «помогут остановить этнические чистки».
14 октября Автономная администрация северо-восточных районов, созданная ранее курдами при содействии их американских союзников, сообщила, что соглашение с сирийским правительством было достигнуто «для защиты границ Сирии и её суверенитета». Курды заявили, что рассчитывают на то, что сирийская армия займёт позиции по всей границе Сирии с Турцией для оказания помощи «Сирийским демократическим силам» в отражении турецкой атаки и «освобождении районов, занятых турецкой армией и её наёмниками». Более того, курды считают, что заключённое соглашение с Дамаском позволит «освободить и другие оккупированные Турцией сирийские города, в том числе Африн», занятые Анкарой в ходе предыдущих военных операций «Щит Евфрата» и «Оливковая ветвь» 2016—2018 годов.
14 октября правительственные силы заняли позиции на линии соприкосновения с формированиями сирийской вооружённой оппозиции из коалиции «Щит Евфрата» в окрестностях Манбиджа. В Минобороны России сообщили, что сирийская армия установила полный контроль над Манбиджем и соседними населёнными пунктами. Над Манбиджем был поднят сирийский флаг. Российская военная полиция приступила к патрулированию города.
14 октября подразделения сирийской армии, вступившие на северо-запад провинции Эль-Хасака, вошли в населённый пункт Телль-Тамер в 30 км от турецкой границы, выйдя таким образом к шоссе вдоль границы с Турцией, связывающему Алеппо с административным центром Эль-Хасака на северо-востоке страны. Сирийские правительственные силы установили контроль над населённым пунктом Айн-Исса, городом Эт-Табка и близлежащим аэродромом в провинции Ракка, а также заняли ряд мостов через Евфрат и две гидроэлектростанции.
15 октября сирийские подразделения выдвинулись из Манбиджа в направлении пограничного города Кобани (Айн-аль-Араб), расположенного в 150 км от Алеппо. По информации телеканала Al-Manar, армейские подразделения будут размещены на границе с Турцией и возьмут под контроль участок стратегического шоссе Алеппо — Эль-Хасака в соответствии с соглашением между Дамаском и курдской автономной администрацией.
15 октября в ходе брифинга руководитель российского Центра по примирению враждующих сторон в Сирии генерал-майор Алексей Бакин сообщил, что власти Сирии и российские военные предпринимают меры по предотвращению военных конфликтов в районах, возвращающихся под контроль сирийского правительства. «Призываем население районов, ранее подконтрольных ВС США и их союзникам по международной коалиции, воздержаться от агрессивных действий в отношении военнослужащих вооружённых сил западных государств либо союзных им формирований. Власти Сирийской Арабской Республики и российское командование предпринимают все необходимые меры для обеспечения безопасного вывода военнослужащих иностранных государств, предотвращения межэтнических столкновений и иных вооружённых конфликтов в районах, возвращающихся под контроль сирийского правительства, ликвидации террористической угрозы и полномасштабного восстановления мирной жизни», — заявил генерал, отметив, что в городе Ракка и в ряде населённых пунктов провинции Дейр-эз-Зор прошли митинги местного населения против иностранной оккупации и в поддержку воссоединения с Сирийской Арабской Республикой. Бакин сообщил, что в ходе продолжающейся эвакуации подразделений армии США «американские военнослужащие оставили пункты базирования в населённых пунктах Дадат и Умм-Миаль в округе Манбидж провинции Алеппо и убыли в направлении сирийско-иракской границы». По словам генерала, правительственные силы установили контроль над округами Манбидж провинции Алеппо, Эт-Табка провинции Ракка, Айн-Исса, Камышлия и Хасака провинции Эль-Хасака.
Как сообщило 15 октября агентство Bloomberg со ссылкой на Национальную коалицию оппозиционных и революционных сил, военные самолёты неустановленной принадлежности атаковали и полностью уничтожили колонну военной техники правительственных войск Сирии в пригороде Манбиджа.
15 октября телеканал Al-Hadath сообщил о том, что сирийские правительственные силы стягивают подкрепления к населённому пункту Телль-Тамер, расположенному в провинции Эль-Хасака в 30 км от границы с Турцией. В свою очередь, турецкая армия и воюющие на её стороне формирования вооружённой сирийской оппозиции заняли несколько деревень вдоль трассы между городом Алеппо и Телль-Тамер.
16 октября передовые отряды сирийской армии вошли в город Ракка, который до последнего времени находился под контролем курдских военизированных формирований, и установили там несколько КПП.
16 октября телеканал Al Mayadeen сообщил, что подразделения сирийской армии вошли в пограничный город Кобани (Айн-эль-Араб).
16 октября президент Турции Эрдоган заявил журналистам, что у Турции нет стремления захватить город Манбидж: «Мы не настаиваем на присутствии наших военных в Манбидже. Мы настаиваем на том, чтобы этот город был передан его истинным хозяевам».
17 октября газета Al Watan сообщила, что подразделения сирийской армии вышли к границе с Турцией в районе Сук-эль-Халь к северу от города Кобани (Айн-эль-Араб) и подняли сирийский флаг над пограничным постом. По информации газеты, подразделения сирийских войск также будут размещены на других участках границы с Турцией и Ираком — в частности, под их контроль перейдёт контрольно-пропускной пункт в Йарубии и населённые пункты Эль-Маликия и Айн-Дайвар. Правительственные силы займут эти пограничные районы впервые с 2012 года. Подразделения сирийской армии расширили свое присутствие в районе Телль-Тамер на северо-западе провинции Эль-Хасака, заняв все населённые пункты в радиусе 15 км от этого города. Сирийские военнослужащие вышли к селениям Эль-Манаджир и Эль-Ахрас в 40 км от административного центра Эль-Хасака. На востоке провинции Алеппо сирийские войска вошли в населённый пункт Султания, южнее Манбиджа. Всего в течение недели сирийская армия восстановила контроль над площадью 1 тыс. кв км в окрестностях этого города. 16 октября протурецкие формирования вооружённой сирийской оппозиции пытались атаковать позиции сирийских военнослужащих и курдских отрядов в окрестностях города Айн-Исса в провинции Ракка. Атака была отбита.
Советник президента Сирии Бусейна Шаабан назвала туманным соглашение о приостановке военной операции «Источник мира», достигнутое 17 октября между США и Турцией. По её словам, в Дамаске рассматривают турецкую буферную зону как оккупацию части сирийской территории: «Мы не верим Эрдогану, который помог тысячам террористов проникнуть в Сирию», — заявила она. Шаабан подчеркнула, что «решением проблемы, если к этому действительно стремится Анкара, может стать выполнение двусторонних сирийско-турецких соглашений, подписанных в 1998 году в Адане, которые регулируют пограничные вопросы между двумя соседями».
По сообщению военных источников, сирийские войска приступили к созданию крупной военной базы в районе города Эт-Табка, на месте бывшего военного аэродрома. Работа по расчистке взлётно-посадочной полосы от завалов бетона, образовавшихся после её подрыва, а также от остатков разбитой техники уже началась.
Аэродром был построен в 1960-е годы. В 2014 году его захватили террористы ИГИЛ. Летом 2017 года их выбили отряды СДС. После этого на протяжении более чем двух лет весь этот район и провинция Ракка находились под контролем СДС, а на аэродроме разместилась американская военная база. В результате боевых действий базе нанесён значительный материальный ущерб, ВПП была взорвана. В настоящее время использовать можно лишь вертолётные площадки. Аэродром уже принял вертолёты ВКС России, безопасность стратегического объекта обеспечивают военнослужащие сирийской армии и союзные ей отряды.
Как сообщило 22 октября агентство SANA, сирийская армия расширяет контролируемые территории в районе города Телль-Тамер (провинция Хасака) и развёртывает позиции на трассе Хасака — Алеппо. Многочисленные источники сообщают также о развёртывании правительственных сил на севере Сирии вдоль трассы М-4 в ключевых точках у городов Манбидж, Айн-Исса, Тель-Тамер и Камышлы.
Как передаёт новостной портал Deir Ezzor 24, подразделения Сирийской арабской армии и иранские ополченцы Корпуса стражей Исламской революции намерены построить новый мост через Евфрат у города Абу-Кемаль (восточная часть провинции Дейр-эз-Зор), чтобы иметь возможность оперативно перебрасывать свои части на левый берег реки. Большая часть переправ через реку была разрушена террористами «Исламского государства», а в 2017 году мосты подрывали курды из состава СДС, чтобы затруднить сирийской армии переброску на восточное побережье и отрезать их от поставок топлива. 22 октября к Абу-Кемалю прибыла колонна из 20 грузовиков с понтонами и сборными конструкциями.

## Реакция международного сообщества на действия Турции
Турция представила свою операцию как акт самообороны против курдских террористов. Многие страны, однако, негативно отреагировали на действия турецкой армии, назвав их вторжением и агрессией. Все страны Евросоюза потребовали прекращения операции. В ответ на это президент Турции Эрдоган заявил о возможности открытия границ для более чем 3 млн сирийских беженцев, находящихся в Турции.
Военная операция Турции на севере Сирии вызвала новый серьёзный кризис в отношениях Анкары с США и их союзниками по НАТО, которые осудили действия Турции. Великобритания, Германия, Франция, Испания и Швеция заморозили поставки вооружения в Турцию. Великобритания, Германия и Франция потребовали проведения чрезвычайного заседания Совета Безопасности ООН.
13 октября канцлер Германии Ангела Меркель провела телефонный разговор с президентом Турции Реджепом Эрдоганом. Меркель высказалась за немедленное прекращение военной операции, выразив мнение, что вне зависимости от «справедливых интересов Турции в сфере безопасности» операция приведёт к переселению большого числа местных жителей, а также спровоцирует дестабилизацию региона и усиление террористической организации «Исламское государство». В ФРГ прошли демонстрации солидарности с курдами, против турецкой агрессии. В Гамбурге в демонстрации приняли участие по крайней мере 3 тысяч человек. Митингующие в Куксгавене требовали от правительства ФРГ немедленно прекратить всякое сотрудничество с турецкими вооружёнными силами. 17 октября Ангела Меркель снова призвала Анкару прекратить военную операцию и подчеркнула, что ФРГ не будет поставлять ей оружие в нынешних условиях. Меркель отметила, что при всём понимании интересов Анкары в сфере безопасности «военная операция в Сирии ведёт лишь к новым страданиям людей» и жертвам: «Это гуманитарная драма с серьёзными геополитическими последствиями».
Глава британского МИД Доминик Рааб заявил, что военная операция Турции в Сирии играет на руку России и сирийскому президенту Башару Асаду. Премьер-министр Франции Эдуар Филипп назвал операцию «Источник мира» «разрушительной для безопасности» и выразил убежденность в том, что действия Анкары «приведут к возрождению „Исламского государства“ в Сирии и, возможно, в северо-западной части Ирака».
16 октября на заседании Североатлантического совета Турция обязалась информировать своих партнёров о ходе военной операции, масштабах ущерба и количестве беженцев. Турецкие представители заявили, что наступление завершится до первой половины ноября. В рамках НАТО был создан кризисный штаб по ситуации в Сирии в связи с турецкой военной операцией, в который вошли военные эксперты, специалисты в области разведки и безопасности, а также политические советники.
Резко негативную реакцию операция вызвала у стран арабского мира, в особенности Египта и Саудовской Аравии.
В самой Турции большой резонанс получило заявление президента непризнанной «Турецкой республики Северного Кипра» Мустафа Акынджи, который провёл параллель между вторжением Турции на Кипр в 1974 году и турецким вторжением в Сирию. Акинчи 12 октября написал в Facebook:
«Хотя мы именуем вторжение 1974 года операцией „мир“, это была война, и была пролита кровь. Сегодня, хотя мы именуем (вторжение) операцией „Источник мира“, то, что проливается, — это не вода, это кровь. По этой причине моё величайшее пожелание, чтобы диалог и дипломатия пришли на смену как можно быстрее». Заявление Акинчи вызвало резкую оценку правительственных и националистических кругов в Турции и Северном Кипре.

### Участие России в урегулировании ситуации
Российская реакция на начало операции была сдержанной. Как заявил помощник президента России Юрий Ушаков, «В целом обострение обстановки на северо-востоке Сирии вызывает обеспокоенность, будем внимательно следить за развитием событий. С учётом начала операции мы считаем важным, чтобы все стороны проявляли сдержанность». Пресс-секретарь президента Дмитрий Песков заявил: «Мы с уважением относимся к праву Турции принимать меры для обеспечения собственной безопасности, но рассчитываем, что операция будет пропорциональна этой самой целесообразности — обеспечению безопасности и задачам обеспечения безопасности».
Российский центр по примирению враждующих сторон в Сирии способствовал достижению договорённостей между курдской автономной администрацией и сирийским правительством, результатом которых стал ввод сирийских войск на территории, находившиеся под контролем курдской администрации.
17 октября официальный представитель МИД РФ Мария Захарова заявила на брифинге, что Россия выступает за восстановление территориальной целостности Сирии: «Мы убеждены, что достижение устойчивой, долгосрочной стабилизации и безопасности в этом районе Сирии, в стране и в регионе в целом возможно только на основе восстановления в первую очередь её суверенитета и территориальной целостности. Это означает передачу в конечном счете под контроль законного правительства Сирии всех национальных территорий, включая границу с Турцией», — сказала она.
В преддверии переговоров в Сочи между президентом Путиным и президентом Эрдоганом, которые прошли 22 октября, глава МИД РФ Сергей Лавров заявил, что цель российского руководства состоит в том, «чтобы достичь положения, когда все структуры курдов на сирийской территории будут прочно вписаны в правовое поле Сирийской Арабской Республики, в сирийскую Конституцию, чтобы на территории САР не было незаконных вооружённых формирований и с её территории не исходила какая-либо угроза безопасности Турецкой Республики, равно как и других государств». Он отметил, что обе стороны проявили заинтересованность в том, чтобы Россия помогла им в этом процессе.

### Действия США
6 октября Белый дом заявил, что США не поддержат турецкую военную операцию на севере Сирии и не примут в ней участия. Белый дом отметил, что теперь Турция будет нести ответственность за всех боевиков «Исламского государства», взятых в плен за последние два года и содержащихся в местных лагерях.
7 октября президент Турции Реджеп Тайип Эрдоган на пресс-конференции в Анкаре сообщил, что США выводят своих военнослужащих с севера-востока Сирии, где Турция намерена начать свою военную операцию. По словам Эрдогана, вывод войск США начался после его разговора с американским президентом Дональдом Трампом, состоявшимся 6 октября. Анонимный высокопоставленный чиновник администрации президента США пояснил, что речь идёт не о выводе войск из Сирии, а лишь о перемещении «небольшого числа военных» — от 50 до 100 американских военнослужащих — на другие военные базы.
8 октября представитель пресс-службы Пентагона Джонатан Хоффман сообщил, что США вывели своих военнослужащих из северных районов Сирии в связи с началом военной операции Турции, но их общая численность в Сирии не изменилась: «К сожалению, Турция решила действовать в одностороннем порядке. В результате мы вывели американские войска на севере Сирии с пути возможного турецкого вторжения, чтобы обеспечить их безопасность».
9 октября Трамп направил сверхэмоциональное письмо турецкому лидеру Эрдогану, в котором пригрозил «уничтожить экономику Турции» и предложил Эрдогану заключить сделку с командующим курдскими формированиями Мазлумом Абди. Письмо было обнародовано телеканалом Fox Business, после чего его достоверность подтвердили в Белом доме. По словам министра иностранных дел Турции Мевлюта Чавушоглу, Турция ответила на это письмо началом военной операции «Источник мира»: «Мы 9 октября начали операцию в Сирии, это и стало нашим ответом на письмо Трампа. Уровень наших отношений никогда ещё не снижался настолько, чтобы получать такие письма», — заявил министр.
13 октября министр обороны США Марк Эспер заявил, что США «готовятся эвакуировать» около 1 тыс. своих военнослужащих с севера Сирии, поскольку они могут оказаться «между двумя наступающими армиями». Своё решение в Вашингтоне пояснили планами Турции расширить границы военной операции и угрозой вмешательства в конфликт сирийских и российских военных. Как сообщили СМИ, военнослужащие США, которые выводятся из северо-восточных районов Сирии, будут размещены в Ираке, Кувейте и, возможно, Иордании. В стране останется лишь небольшой контингент из 150 человек, дислоцированных на базе в Ат-Танфе на юге Сирии.
Марк Эспер заявил в интервью каналу Fox News, что США не брали на себя обязательство воевать с Турцией для защиты курдов: «США, прежде всего, не имеют под рукой достаточно сил, чтобы остановить наступление турецких войск численностью минимум 15 тыс. человек, ведущееся при поддержке авиации, артиллерии и механизированной техники. Также стоит понимать, что мы не подписывались воевать с Турцией — членом НАТО от лица „Сирийских демократических сил“».
13 октября США начали вывод своих подразделений с базы в Кобани, 15 октября американские военнослужащие ушли из Манбиджа, где они размещались на двух базах в районе населённых пунктов Дадат и Умм-Миаль. Базы были заняты сирийскими правительственными войсками. Как сообщал ранее журнал Newsweek со ссылкой на высокопоставленный источник в Минобороны США, Вашингтон фактически передал контроль над Манбиджем российской армии.
14 октября информационное агентство SANA сообщило об эвакуации с северо-востока Сирии в Ирак приблизительно 150 военнослужащих, в том числе американцев, из состава международной антитеррористической коалиции, возглавляемой США. Для эвакуации использовался аэродром близ населённого пункта Эль-Маликия на границе с Турцией. Ранее американцы начали покидать военную базу в Эль-Джалабии, на севере сирийской провинции Ракка. Эвакуация проходит одновременно с размещением в этом регионе частей сирийских правительственных войск, которые входят в населённые пункты, до сих пор находившиеся под контролем коалиции СДС.
14 октября военный обозреватель газеты The Times Люси Фишер сообщила на своей странице в Twitter, что британский спецназ также готовится покинуть Сирию в случае полного вывода войск США, поскольку деятельность британских войск зависит от американской инфраструктуры. По данным «Таймс», в Сирии размещены несколько сотен британских спецназовцев. В Минобороны Великобритании не комментируют операции спецназа, и о количестве британских военных в Сирии и выполняемых задачах общественности неизвестно.
14 октября Дональд Трамп на своей странице в Twitter заявил, что поддержку сирийским курдам должны оказывать власти в Дамаске и других государствах, а не Вашингтон: «После 100 % победы над халифатом ИГ я в значительной степени вывел наши войска из Сирии. Пусть Сирия и Асад защищают курдов и ведут борьбу с Турцией за свою территорию… Меня устроит любой, кто хочет помочь Сирии в защите курдов — будь то Россия, Китай или Наполеон Бонапарт», — написал Трамп.
14 октября госсекретарь США Майк Помпео сообщил, что Дональд Трамп подписал указ о санкциях против Турции в связи с её военной операцией в Сирии, «чтобы заставить Турцию прекратить свое военное наступление на северо-востоке Сирии и пойти на прекращение огня. Этот исполнительный указ даёт Минфину и Госдепартаменту полномочия рассматривать возможность введения и вводить санкции против частных лиц, организаций или лиц, связанных с правительством Турции и участвующих в действиях, которые создают опасность для гражданских лиц или ведут к дальнейшему подрыву мира, безопасности и стабильности на северо-востоке Сирии», — говорится в заявлении Помпео, распространённом Госдепартаментом. Выполняя распоряжение Трампа, финансовое ведомство США уже включило в свой санкционный список Министерство национальной обороны и Министерство энергетики и природных ресурсов Турции, а также глав этих ведомств Хулуси Акара и Фатиха Донмеза и главу МВД Сулеймана Сойлу. Кроме того, американская администрация приняла решение вернуть отменённые ранее экспортные пошлины на ввозимую в США турецкую сталь и прервать работу над подготовкой масштабного торгового соглашения с Турцией.
15 октября военнослужащие США покинули свою базу в районе Телль-Бейдар на севере провинции Хасеке. 14 октября большая группа военнослужащих США вылетела на военно-транспортном самолёте в Ирак с авиабазы в Рухейбе.
Как сообщил в Twitter официальный представитель штаба операции «Непоколебимая решимость» полковник Майлс Кэггинс, 16 октября два американских истребителя F-15E из состава международной антитеррористической коалиции нанесли в районе города Кобани удар по цементному заводу со складом боеприпасов, которые остались после отвода войск США. По его словам, это было сделано для того, чтобы снизить военную ценность объекта после полной ликвидации американской базы в этом районе. В этот же день войска международной коалиции во главе со США покинули города Ракка и Эт-Табка на северо-востоке Сирии.
17 октября вице-президент США Майкл Пенс, госсекретарь Майк Помпео, помощник президента США по национальной безопасности Роберт О’Брайен и спецпредставитель США по Сирии Джеймс Джеффри провели в Анкаре переговоры с президентом Турции Эрдоганом. По результатам переговоров Майкл Пенс сообщил, что стороны достигли соглашения о приостановке турецкой операции в северной Сирии на 120 часов, чтобы дать возможность курдским отрядам покинуть создаваемую Анкарой пограничную зону безопасности. Пенс заявил, что Турция согласилась не вести военные действия в Кобани. По словам вице-президента, США не планируют вводить дополнительные санкции против Турции, а кроме того, президент Трамп готов отозвать уже действующие экономические санкции по мере прекращения огня.
20 октября телеканал Al Arabiya сообщил, что силы международной коалиции под командованием США оставили военный аэродром Сарин в районе сирийского приграничного города Кобани (Айн-эль-Араб).
20 октября агентство SANA сообщило, что американцы перевозят в Ирак десятки боевиков группировки «Исламское государство» и членов их семей, находящихся в специальных лагерях на северо-востоке Сирии. По данным агентства, в лагерь Аль-Хол, расположенный на востоке провинции Эль-Хасака, «прибыли американские транспортные средства из Ирака, чтобы переправить несколько десятков жён экстремистов, воевавших на стороне ИГ». Операция проходила под прикрытием боевых вертолётов и совпала по времени с массовой эвакуацией американских военных баз, находящихся на северо-востоке Сирии.
20 октября агентство SANA сообщило, что американцы разрушили свою военную базу Аль-Кулаиб в районе Телль-Байдар, на которой находилась взлётно-посадочная полоса для военно-транспортных самолётов и вертолётная площадка. База была фактически полностью уничтожена после эвакуации американского контингента. По данным SANA, в самое ближайшее время будет проведена эвакуация американцев с базы Life Stone, находящейся рядом с одной из плотин на реке Евфрат в провинции Эль-Хасака.
Утром 22 октября очередная колонна международной коалиции из ста транспортных средств покинула Сирию через погранпереход Семалка. В городе Камышлы местные курды забросали колонну камнями и гнилыми фруктами.
Как стало известно, несмотря на заключённое соглашение между курдами и Дамаском, руководители курдской администрации заняли выжидательную позицию, желая увидеть результаты встречи между Эрдоганом и Путиным, и продолжают контакты с США. По словам министра обороны США Марка Эспера, окончательное решение о параметрах вывода американских войск из Сирии пока не принято, а сам процесс займёт несколько недель. При этом США намерены сохранить присутствие вокруг населённых пунктов в районе нефтяных полей, якобы чтобы не допустить их захвата «Исламским государством». Несмотря на вывод основной части американского контингента, примерно 200—300 военнослужащих останутся, в том числе на военной базе Эт-Танф на юго-востоке страны.
Главнокомандующий СДС курдский генерал Мазлум Абди (Кобани) в интервью The New York Times выразил надежду на то, что американское присутствие сохранится в Сирии, поскольку курды опасаются этнических чисток со стороны подконтрольных Турции формирований вооружённой сирийской оппозиции.
24 октября пресс-служба Пентагона заявила о том, что Министерство обороны США направляет дополнительные силы и средства на северо-восток Сирии для защиты нефтяных месторождений от боевиков террористической группировки «Исламское государство» или «других дестабилизирующих субъектов» совместно с «Сирийскими демократическими силами». Также в пресс-службе отметили, что: «одним из самых значительных достижений США и наших партнёров в борьбе с ИГ стало получение контроля над нефтяными месторождениями в Восточной Сирии — важнейшим источником доходов ИГ». Ранее Дональд Трамп заявил, что власти США не позволят боевикам восстановить контроль над нефтяными месторождениями на северо-востоке Сирии и намерены оставить их под своим контролем и затем решить, что с ними делать. По сведениям газеты The Wall Street Journal, речь идёт о сохранении на северо-востоке Сирии военного контингента США численностью 500 человек, а также об отправке туда нескольких десятков танков и другой техники.

### Российско-турецкий меморандум о взаимопонимании
22 октября президенты России и Турции Владимир Путин и Реджеп Тайип Эрдоган провели в Сочи переговоры, которые закрепили новые зоны влияния на северо-востоке Сирии. Возобновления операции «Источник мира» удалось избежать. В результате многочасовых напряжённых переговоров президенты подписали меморандум о взаимопонимании, суть которого заключается в сохранении статуса-кво в существующем районе операции «Источник мира» между городами Тель-Абьяд и Рас-эль-Айн глубиной до 32 км и предоставлении 150 часов для отвода всех курдских формирований от границы с Турцией на всём её протяжении, после чего Россия и Турция начнут совместное патрулирование освобождённой курдами территории, а на границу с Турцией вернутся сирийские пограничники.
23 октября на сирийскую сторону сирийско-турецкой границы за пределами зоны операции «Источник мира» вводятся подразделения российской военной полиции и сирийской пограничной службы, которые будут содействовать выводу курдских отрядов самообороны (КОС) и их вооружения на 30 км от сирийско-турецкой границы, который должен завершиться в течение 150 часов. С этого момента начнется совместное российско-турецкое патрулирование на глубину до 10 км от границы к западу и к востоку от района операции «Источник мира», кроме города Эль-Камышлы. Все курдские отряды и их вооружения также выводятся из Манбиджа и Телль-Рифъата.
Это соглашение фактически ограничило зону операции «Источник мира», изначально включавшую территорию от Манбиджа на западе до иракской границы на востоке, достаточно небольшим районом между городами Тель-Абьяд и Рас-эль-Айн на севере и трассой М4 на юге. Курдские отряды заявили об окончании отхода из этой зоны буквально за час до оглашения содержания меморандума.
Президент Сирии Башар Асад поддержал принятое решение и заявил о готовности пограничных войск Сирии к совместному патрулированию приграничной зоны с сотрудниками российской военной полиции.
23 октября Минобороны РФ опубликовало карту Сирии, на которой указаны зоны, в которых будут работать совместные российско-турецкие патрули. На карте также указано, где будут размещены 15 постов сирийской пограничной службы.
23 октября в Сирию из России прибыла первая дополнительная группа военных полицейских. Уже с 12:00 23 октября они начали патрулирование зоны вдоль сирийско-турецкой границы. Подразделения военной полиции России будут размещаться на базе в Кобани (Айн-эль-Арабе).
Министр обороны РФ Сергей Шойгу провёл видеопереговоры с командующим «Сирийских демократических сил» Мазлумом Абдо, в ходе которых гарантировал безопасность мирного населения в 30-километровой зоне вдоль сирийско-турецкой границы. Шойгу также сообщил Абдо о планах расширения маршрутов патрулирования и увеличения числа подразделений российской военной полиции в районе сирийско-турецкой границы
.
По сообщению агентства SANA, 24 октября в районе Телль-Тамер произошло боестолкновение между сирийскими и турецкими войсками. Сообщается, что турецкие силы пытались занять несколько деревень, сирийские войска ответили на нападение, но понесли потери.
25 октября Минобороны РФ сообщило о дополнительной переброске в Сирию ещё около 300 военных полицейских из Чечни для выполнения спецзадач в 30-километровой зоне на сирийско-турецкой границе. С аэродромов Ростовской области и Краснодарского края на авиабазу Хмеймим для военных полицейских перебросят более 20 бронеавтомобилей «Тигр» и «Тайфун-У».
27 октября колонна автомобилей российской военной полиции прибыла в район Айн-Иссы, откуда позднее направилась в сторону сирийско-турецкой границы.